# Сена, Жоржи де
Жорже де Сена (Жоржи ди Сена при передаче бразильского произношения порт. Jorge de Sena, 2 ноября 1919, Лиссабон — 4 июня 1978, Санта-Барбара) — португальский поэт, прозаик, филолог, эссеист, переводчик.

## Биография
Окончил университет в Порту, по специальности — инженер-строитель. Начал публиковаться в 1939 году, в дальнейшем занимался литературой, преподавал. В 1959 году эмигрировал от салазаровского режима в Бразилию, в 1965-м — в США.

## Творчество
Наиболее известен автобиографическим романом «Огненные знаки» (1979, посмертно, экранизирован в 1995 году). Автор эссе о Камоэнсе, Пессоа, португальской поэзии эпохи Возрождения, английской и американской литературе. Переводил стихи Б. Брехта, английские сонеты Пессоа на португальский и др. Значимую часть его наследия составляет обширная переписка, один из её томов — обмен письмами с Эдуарду Лоренсу.

## Признание
Один из крупнейших португальских интеллектуалов XX века. Лауреат Международной поэтической премии Этна-Таормина (1977). Посмертно награждён Орденом Сантьяго-Меченосца. В университете Санта-Барбары открыт Центр португальских исследований имени Жоржи де Сены.

## Произведения

### Поэзия
- Perseguição (1941)
- Coroa da Terra (1947)
- Pedra Filosofal (1950)
- As Evidências (1955)
- Fidelidade (1958)
- Metamorfoses (1963)
- Arte de Música (1968)
- Peregrinatio ad Loca Infecta (1969)
- Exorcismos (1972)
- Conheço o Sal e Outros Poemas (1974)
- Poesia I—III (1977—1978)
- Visão Perpétua (1982, посмертно)
- Dedicácias (1999, посмертно)

### Проза
- Andanças do Demónio (1960)
- Novas Andanças do Demónio (1966)
- Os Grão-Capitães (1976)
- O Físico Prodigioso (1977)
- Sinais de Fogo (1979, посмертно)
- Génesis (1983, посмертно)
- Monte Cativo e Outros Projectos de Ficção (1994)

### Драмы
- O Indesejado (1951)
- Ulisseia Adúltera (1952)
- O Banquete de Dionísos (1969)
- Epimeteu ou o Homem Que Pensava Depois (1971)

### Эссе
- Da Poesia Portuguesa (1959)
- O Poeta é um Fingidor (1961)
- O Reino da Estupidez (1961)
- Uma Canção de Camões (1966)
- Os Sonetos de Camões e o Soneto Quinhentista Peninsular (1969)
- A Estrutura de Os Lusíadas e Outros Estudos Camonianos e de Poesia Peninsular do Século XVI (1970)
- Maquiavel e Outros Estudos (1973)
- Dialécticas Aplicadas da Literatura (1978)
- Fernando Pessoa & Cia. Heterónima (1982, посмертно)

### Публикации на русском языке
- [Стихи]/ Пер. М.Самаева// Западноевропейская поэзия XX века. М.: Художественная литература, 1977, с. 471-472
- [Стихи]// Из современной португальской поэзии. М.: Прогресс, 1980
- Письмо к Фернандо Пессоа// Иностранная литература, 1997, № 9